# Міхаль Герцоґ
Міхаль Герцоґ (івр. מיכל הרצוג, уроджена Афек; нар. 15 травня 1962, Тель-Авів, Ізраїль) — дружина президента Ізраїлю Іцхака Герцоґа, перша леді Ізраїлю з 7 липня 2021 року.

## Біографія
Міхаль Афек народилася 15 травня 1962 року у родині були Цвії (уродженої Брін), викладачки, та Шауля Афека, полковника Цагалю. Афек виросла в Тель-Авіві і деякий час жила в Бразилії.
Під час служби в армії Афек служила у розвідувальному корпусі, де вона познайомилася зі своїм майбутнім чоловіком, Іцхаком Герцоґом. Вони одружилися в серпні 1985. У них троє синів: Ноам, Матан та Рой.

## Кар'єра
У 1986 році Міхаль Герцоґ закінчила юридичний факультет Тель-Авівського університету, а в 1988 році отримала ліцензію від Асоціації правників Ізраїлю. Надалі Герцоґ працювала юристом та адвокатом.
Герцоґ входила до ради директорів організації «Ma'aleh», яка займається просуванням питань корпоративної відповідальності та розробкою стандартів відповідального управління в Ізраїлі.
У 2021 році її чоловік був обраний президентом Ізраїлю, а вона стала першою леді.